# 1884 en musique classique
| \| • Retour à la chronologie générale de la musique classique • \| |
| Grèce • Rome • Haut Moyen Âge • VIIIe siècle • IXe siècle • Xe siècle • XIe siècle XIIe siècle • XIIIe siècle • XIVe siècle • XVe siècle • XVIe siècle • XVIIe siècle XVIIIe siècle • XIXe siècle • XXe siècle • XXIe siècle |
| • Retour à la chronologie générale de la musique classique • |

| Années en musique classique : 1881 - 1882 - 1883 - 1884 - 1885 - 1886 - 1887    |
| Décennies en musique classique : 1850 - 1860 - 1870 - 1880 - 1890 - 1900 - 1910 |

## Événements

### Créations
- 5 janvier : Princess Ida, opéra comique d'Arthur Sullivan, créé au Savoy Theatre.
- 7 janvier : Sigurd, opéra d'Ernest Reyer, créé à La Monnaie de Bruxelles.
- 19 janvier : Manon, opéra de Jules Massenet, créé à l'Opéra-Comique sous la direction de Jules Danbé.
- 15 février : Mazeppa, opéra de Tchaïkovski, créé au Théâtre Bolchoï de Moscou.
- 11 mars : Saint Jean Damascène, cantate de Sergueï Taneiev, créée à Moscou par le chœur et l'orchestre de la Société Russe de Musique dirigés par le compositeur.
- 31 mai : Le Villi, opéra de Giacomo Puccini, créé à la Scala de Milan.
- 30 novembre : Lutèce d'Augusta Holmès, créée à Angers
- 13 décembre : la Symphonie no 2 en fa mineur, op.12, de Richard Strauss, créée par l'Orchestre philharmonique de New York sous la direction de Theodore Thomas.
- 30 décembre : la Symphonie no 7 d'Anton Bruckner, créée sous la direction d'Arthur Nikisch.

Date indéterminée
- le Quatuor à cordes no 2 en fa majeur composé par Alexandre Glazounov.
- la version italienne de Don Carlos, opéra de Verdi, créée à la Scala de Milan.

### Autres
- Fondation du Amsterdamsch Conservatorium, ancêtre du Conservatoire d'Amsterdam.

## Naissances

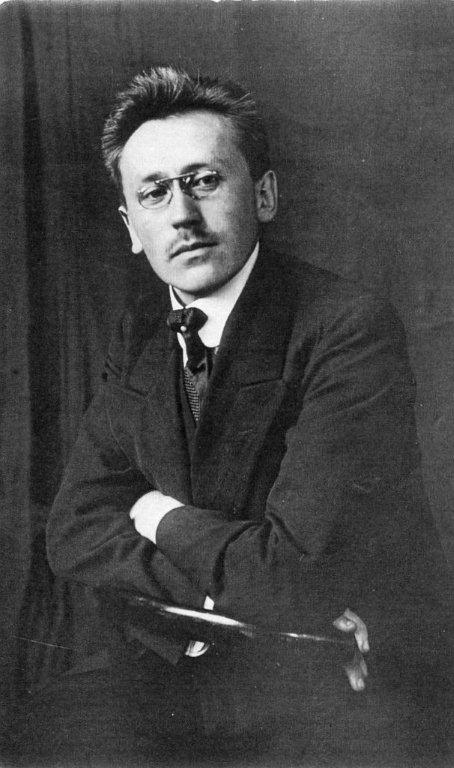
Armas Launis

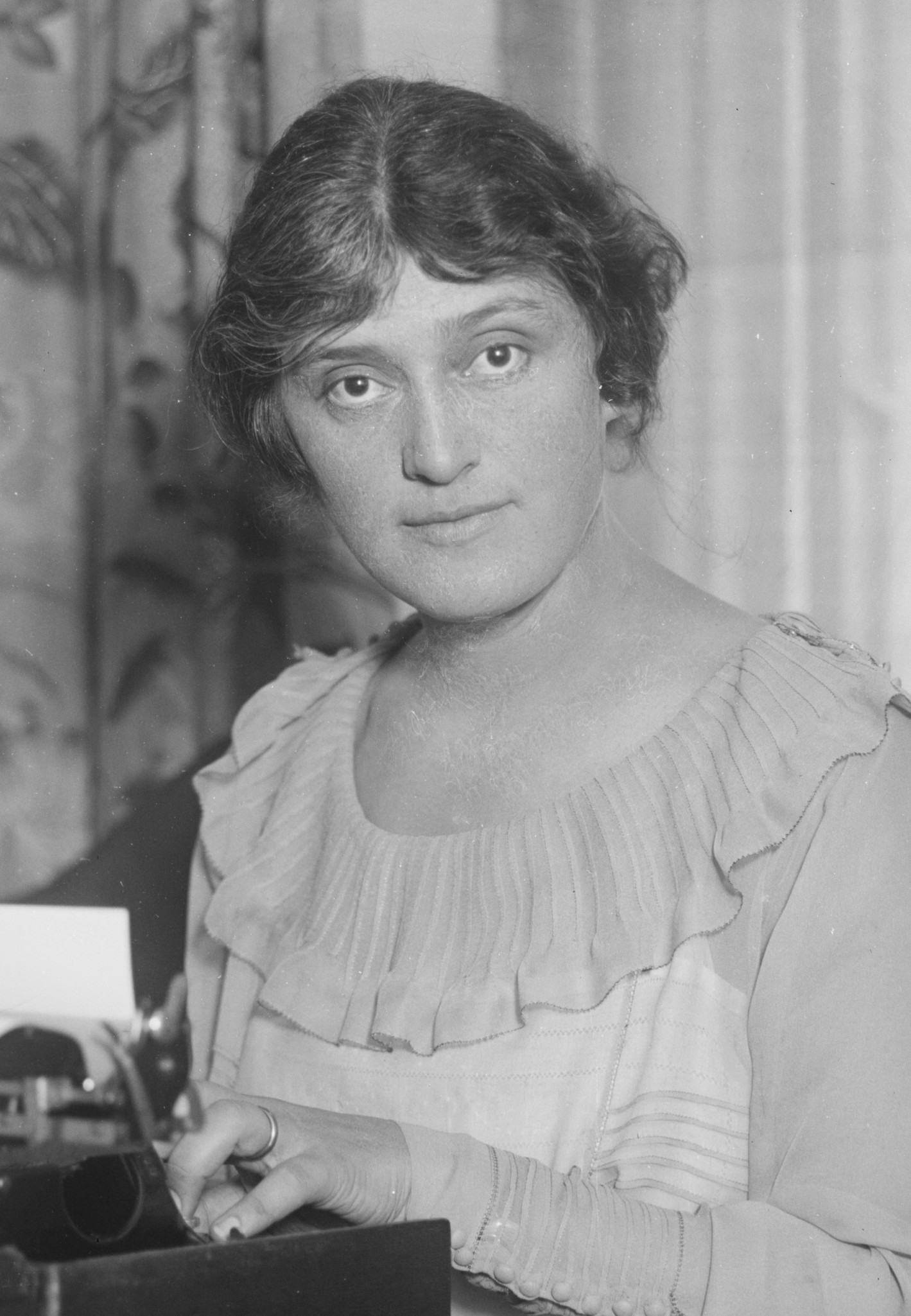
Alma Gluck

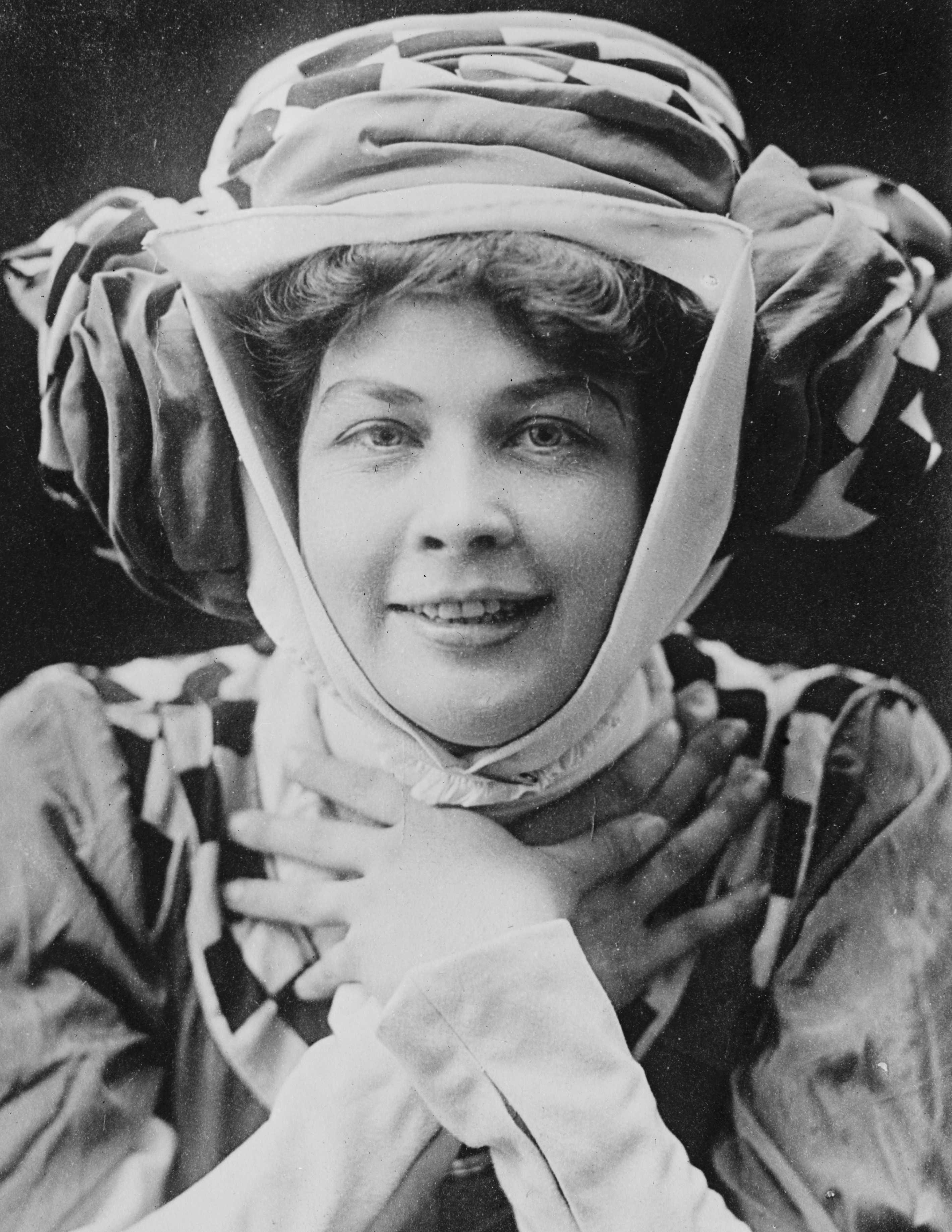
Kathleen Howard

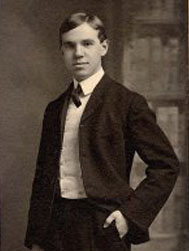
Charles Griffes

- 3 janvier : Raoul Koczalski, pianiste polonais († 24 novembre 1948).
- 16 janvier : Aage Oxenvad, clarinettiste danois († 13 avril 1944).
- 19 janvier : Albert Wolff, chef d'orchestre et compositeur français († 20 février 1970).
- 28 janvier : Joseph Boulnois, organiste et compositeur française († 20 octobre 1918).
- 29 janvier : Blanche Selva, pianiste et pédagogue française († 3 décembre 1942).
- 2 février : Józef Turczyński, pianiste, musicologue et pédagogue polonais († 27 décembre 1953).
- 3 février : Vassili Agapkine, chef d'orchestre militaire et un compositeur russe, puis soviétique († 29 octobre 1964).
- 12 février : Jānis Zālītis, compositeur et critique musical letton 12 décembre 1943).
- 14 février : Émile Bourdon, organiste et compositeur français († 11 juillet 1974).
- 18 février : Alphonse Martin, musicien, organiste, pianiste et professeur de musique québécois († 6 juin 1947).
- 22 février : 
  - York Bowen,  compositeur et pianiste britannique († 23 novembre 1961).
  - Tamaki Miura, soprano japonaise († 26 mai 1946).
- 24 février : Marguerite Béclard d'Harcourt, compositrice et musicologue française († 2 août 1964).
- 2 mars : Léon Jongen, compositeur belge († 18 novembre 1969).
- 12 mars : Hugo Hirsch, compositeur allemand († 16 août 1961).
- 17 mars :
  - Joseph Bonnet, organiste et compositeur français († 2 août 1944).
  - Édouard Mignan, organiste et compositeur français († 17 septembre 1969).
- 18 mars : Willem van Hoogstraten, chef d'orchestre néerlandais († 11 septembre 1964).
- 26 mars : Wilhelm Backhaus, pianiste allemand († 5 juillet 1969).
- 31 mars : Georges Grisez, clarinettiste américain d'origine française († mars 1946).
- 6 avril : Alois Reiser, compositeur, violoncelliste et chef d'orchestre américain d'origine tchèque († 4 avril 1977).
- 8 avril : Marie Hall, violoniste anglaise († 11 novembre 1956).
- 14 avril : Maurice Vieux, altiste français († 28 avril 1951).
- 22 avril : Armas Launis, compositeur, ethno-musicologue, pédagogue, écrivain et journaliste finlandais († 7 août 1959).
- 11 mai : Alma Gluck, soprano américaine († 27 octobre 1938).
- 18 mai : Samuel Samossoud, chef d'orchestre soviétique († 6 novembre 1964).
- 19 mai : Arthur Meulemans, compositeur belge († 29 juin 1966).
- 27 mai : Gaston Hamelin, clarinettiste français († 8 septembre 1951).
- 1er juin : Henriette Gottlieb, soprano allemande († 2 janvier 1942).
- 3 juin : Matteo Tosi, prêtre, compositeur et maître de chapelle italien († 21 décembre 1959).
- 5 juin : Ralph Benatzky, compositeur autrichien († 16 octobre 1957).
- 14 juin : John McCormack, ténor irlandais († 16 septembre 1945).
- 23 juin : Paul Berthier, organiste et compositeur français, cofondateur de la Manécanterie des Petits Chanteurs à la croix de bois († 6 février 1953).
- 28 juin : Lily Strickland, compositrice, écrivain et peintre américaine († 6 juin 1958).
- 17 juillet : Kathleen Howard, chanteuse d'opéra, puis actrice, canadienne († 15 avril 1956).
- 29 juillet : Boris Assafiev, compositeur et critique russe († 27 janvier 1949).
- 2 août : Nanny Larsén-Todsen, soprano suédoise († 26 mai 1982).
- 3 août : Louis Gruenberg, pianiste et compositeur américain né russe († 9 juin 1964).
- 9 août : Georges Lauweryns, pianiste, chef d'orchestre et compositeur français né belge († 16 février 1960).
- 25 août : Luigi Ferrari Trecate, compositeur, organiste et pédagogue italien († 17 avril 1964).
- 17 septembre : Charles Griffes, compositeur américain († 8 avril 1920).
- 25 septembre : Abbie Mitchell, chanteuse soprano d'opéra américaine († 16 mars 1960).
- 27 septembre : Benoît Verdickt, organiste, chef de chœur, compositeur et professeur de musique canadien d'origine belge († 28 avril 1970).
- 20 octobre : Thomas Chalmers, chanteur d'opéra, puis acteur, producteur et réalisateur américain († 12 juin 1966).
- 3 novembre : Marcel Orban, compositeur et critique belge († 7 novembre 1958).
- 30 novembre : Ture Rangström, compositeur, chef d'orchestre et journaliste suédois († 11 mai 1947).
- 7 décembre : Leo Zeitlin, violoniste, altiste et compositeur russe émigré aux États-Unis († 8 juillet 1930).
- 14 décembre : Georges Cucuel, musicologue français († 22 octobre 1918).
- 20 décembre : Christian Christiansen, pianiste et organiste danois († 19 février 1955).
- 22 décembre : Umberto Ravetta, évêque, maître de chapelle et chef de chœur italien († 26 janvier 1965).

Date indéterminée
- Louise Alvar, soprano suédoise († 1966).

## Décès

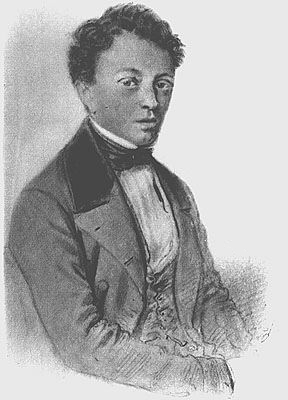
Auguste Franchomme

- 2 janvier : Marietta Gazzaniga, soprano d'opéra italienne (° 1824).
- 4 janvier : Louis Ehlert, compositeur et musicographe allemand (° 23 janvier 1825).
- 21 janvier : Auguste-Joseph Franchomme, violoncelliste et compositeur français (° 10 avril 1808).
- 14 février : Franz Wohlfahrt, compositeur, violoniste, pédagogue allemand (° 7 mars 1833).
- 19 mars : Renaud de Vilbac, compositeur français (° 3 juin 1829).
- 29 avril : Michele Costa, compositeur, chef d'orchestre et directeur musical italien (° 4 février 1808).
- 12 mai : Bedřich Smetana, compositeur tchèque (° 2 mars 1824).
- 16 mai : Teobaldo Power, pianiste et compositeur espagnol (° 6 janvier 1828).
- 17 mai : Louis Brassin, pianiste belge (° 24 juin 1840).
- 25 juin : Hans Rott, compositeur autrichien (° 1er août 1858).
- 5 juillet : Victor Massé, compositeur et professeur français (° 7 mars 1822).
- 13 juillet : Auguste Coédès compositeur français (° 11 décembre 1840)
- 30 septembre : Louis Lacombe, pianiste et compositeur français (° 26 novembre 1818).
- 5 novembre : Erminia Frezzolini, soprano italienne (° 27 mars 1818).
- 22 décembre : Eugène Leterrier, librettiste et dramaturge français (° 1843).

Date indéterminée
- Nikolai Alexandrov, guitariste et compositeur russe (° 1818).
- Raffaele Scalese, basse italienne (° 1800).
- Jules-Henry Vachot, chanteur, directeur de théâtre et dramaturge français (° 1817).